# Mussaenda microdonta
Mussaenda microdonta är en måreväxtart som beskrevs av Herbert Fuller Wernham. Mussaenda microdonta ingår i släktet Mussaenda och familjen måreväxter.

## Underarter
Arten delas in i följande underarter:
- M. m. microdonta
- M. m. odorata